# Lujerul
Lujerul este o companie de morărit și panificație din București.
Compania produce pâine și specialități de panificație, dar și cozonaci, prăjituri sau checuri.
Pe piața produselor de morărit Lujerul este prezent în special cu mălaiuri, atât pentru consum cât și pentru uz industrial.
Lujerul face parte din compania Overseas Group, cu afaceri de aproape 100 milioane euro anual, care mai deține compania de panificație Băneasa București, compania de distribuție Overseas Distribution și un mic producător de mezeluri.
Fabrica Lujerul a fost construită în perioada 1988-1989 ca fabrică în cadrul Întreprinderii de Morărit, Panificație și Produse Făinoase București (IMPPF).
În 1991, Lujerul s-a reorganizat ca societate comercială pe acțiuni, iar în martie 1999 a fost privatizată prin cumpărarea a aproape 70% din acțiunile deținute de Fondul Proprietății de Stat, de către compania din domeniul morăritului și panificației Dobrogea și firma Overseas Group Impex.
Cifra de afaceri:
- 2011: 33 milioane lei (7,4 milioane euro)[2]
- 2005: 38,5 milioane lei (10,5 milioane euro) [1]
- 2004: 49,2 milioane lei (12,1 milioane euro) [1]